# J.H. Sizelan Company
Die J.H. Sizelan Company war ein kurzlebiger US-amerikanischer Hersteller von leichten Automobilen.

## Beschreibung
Das Unternehmen wurde 1913 gegründet und musste bereits im folgenden Jahr wieder schließen; eines der zahlreichen Opfer des „Cyclecar-Booms“ dieser Jahre, der mit dem Erscheinen preisgünstiger, vollwertiger Automobile wie dem Ford Modell T jäh endete. Es hatte seinen Sitz in East Cleveland (Ohio).
Eine amerikanische Quelle gibt als einzigen Markennamen Fidelia an. Eine deutsche und eine englische Quelle haben dagegen Einträge unter Fedelia und Fidelia. Weiter fällt auf, dass für den Fedelia die Bauzeit von 1913 bis 1914 angegeben ist, für den Fidelia dagegen nur 1914.
Im Angebot stand nur ein Modell. Es wird zwar als konventionelles, zweisitziges Cyclecar beschrieben. Allerdings erfüllte es die Kriterien nicht. Angetrieben wurde der Wagen von einem Vierzylindermotor von Deluxe. 88,9 mm Bohrung und 93,2 mm Hub ergaben 1157 cm³ Hubraum. Der Radstand betrug 244 cm und die Spurbreite 964 mm. Ein außergewöhnliches Detail war ein sportliches „Bootsheck“, wie sie zu dieser Zeit an Rennwagen üblich waren.